# William Godwin

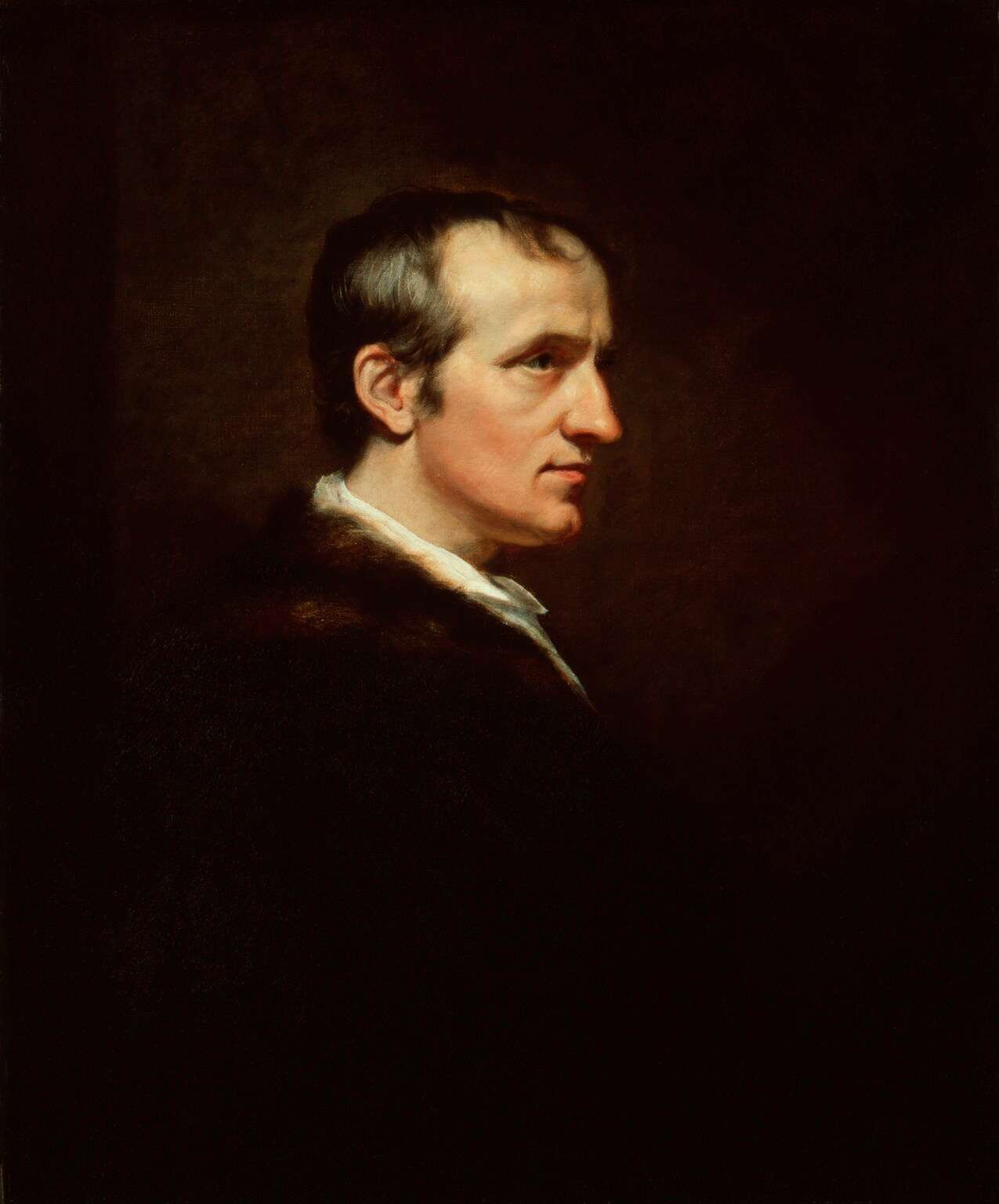
William Godwin

William Godwin (Wisbech in Cambridgeshire, 3 maart 1756 - Londen, 7 april 1836) was een Engels journalist, econoom, romanschrijver en politiek filosoof. Hij werd vooral bekend als een van de eerste pleitbezorgers van het filosofisch anarchisme. Hij was getrouwd met de feministe Mary Wollstonecraft. Hun dochter, Mary Wollstonecraft Godwin, beter bekend als Mary Shelley, schreef het wereldberoemde boek Frankenstein.

## Levensbeschrijving
Als zoon van een dissidente dominee werd Godwin, na een goede opleiding te hebben genoten, in 1778 zelf predikant in de buurt van Londen. Nadat hij zijn geloof was kwijtgeraakt, kwam hij in 1783 naar Londen, alwaar hij als schrijver probeerde de kost te verdienen. Na enkele onopgemerkte werken werd hij plotseling beroemd met twee boeken: een sociaal-politieke verhandeling en een roman.
In 1793 verscheen Enquiry concerning Political Justice, and its Influence on General Virtue and Happiness (Onderzoek naar de Politieke Rechtvaardigheid en haar Invloed op de Deugd en het Geluk in het algemeen). Dit werk was geïnspireerd door de filosofie van de Verlichting en de geest van de Franse Revolutie. Godwin valt daarin heel welsprekend het misbruik van de meest gewijde instellingen aan, zelfs van het huwelijk. 'Corrupte' en 'tirannieke regeringen' verwerpt hij ten voordele van kleinere autonome gemeenschappen. Hij wil de maatschappij hervormen op basis van rationele redenen. Godwins populariteit werd nog groter na de publicatie van zijn roman Things as They Are or The Adventures of Caleb Williams. In dit werk, dat kan worden beschouwd als de eerste thriller, wordt het verhaal verteld van een bediende die het duistere geheim van zijn aristocratische meester Falkland ontdekt en door die kennis genoodzaakt is om te vluchten. 
In 1797 huwde hij met de schrijver Mary Wollstonecraft die zijn ideeën deelde. Toen ze in het kraambed stierf, liet ze hem een dochter na, Mary. Zij zou later het boek Frankenstein schrijven en de vrouw van de dichter Percy Shelley worden. In de weken na de dood van zijn vrouw werkte Godwin aan Memoirs of the Author of A Vindication of the Rights of Woman. Daarin beschreef hij het leven van de vrouw die hij verloren had. Hij vertelde openhartig over haar twee zelfmoordpogingen, haar relatie met Gilbert Imlay en de buitenechtelijke dochter, Fanny Imlay, die ze bij hem had gekregen.

## Aanval door (en op) Malthus
Als onderdeel van de Britse conservatieve reactie die werd veroorzaakt door Napoleons campagne in de Alpen, schreef Thomas Malthus in 1798 zijn essay An Essay on the Principle of Population. Hierin viel hij Godwins opvattingen over de "vervolmaking van de samenleving" aan. Malthus was eerder lid geweest van dezelfde radicale kringen als Godwin, en voerde zijn aanval op het Britse radicalisme uit met een felheid die kenmerkend is voor een gedesillusioneerd gelovige. In tegenstelling tot Godwin, voorspelde Malthus naderend onheil. Hij voorzag wereldwijd een meetkundige toenemende bevolking, dit terwijl de voedselvoorziening slechts rekenkundig zou toenemen. Hij maakte daarbij echter gebruik van wat men nu als nogal misleidende Amerikaanse statistieken ziet. Hoewel Godwin in zijn Political Justice erkende, dat een verhoging van de levensstandaard een zekere druk op de bevolking zou kunnen leggen, zag hij een voor de hand liggende oplossing om een dergelijke crisis te vermijden: "Een project om de structuur van het menselijk handelen, zo mogelijk zelfs de menselijke natuur, te veranderen, met name door de vervanging van het verlangen naar seks door het nastreven van intellectuele genoegens ". Het was dit "bevolkingsprincipe" van Godwin dat Malthus ertoe aanzette om in 1798 zijn Essay on the principle of Population te schrijven.
Godwin wachtte twintig jaar voordat hij op Malthus' werk reageerde en in 1820 publiceerde hij Of Population: An Enquiry Concerning the Power of Increase in the Numbers of Mankind, (Over bevolking: een onderzoek naar de mate van toename van het aantal mensen). In dit werk probeerde Godwin Malthus' aanval op zijn "Political Justice" te weerleggen. Godwin doet naar de theorie van Malthus af als "kaartenhuis", dat Malthus "noch bewijst noch zelfs maar probeert te bewijzen". Godwins belangrijkste bezwaar tegen Malthus was dat deze de cijfers over de Amerikaans bevolkingsgroei ten onrechte als een wereldwijd fenomeen zag. Godwin constateerde dat een dergelijke propositie uitsluitend moest worden aanvaard als een kwestie van geloof van de kant van de lezers. Godwin stelde daar het controleerbare feit dat in een groot deel van de oude wereld de bevolking min of meer constant was tegenover. Bovendien geloofde Godwin dat de overvloed aan woeste gronden, in combinatie met verdere technologische vooruitgang angsten voor overbevolking nog minder rechtvaardigde.
In een tijdperk waarin veel kinderen reeds voor hun volwassenheid stierven, was Godwin van mening dat elk echtpaar ten minste acht kinderen zou moeten krijgen, wilde de bevolking - zoals Malthus beweerde - zich elke vijfentwintig jaar verdubbelen. Hoewel Godwin zelf uit een gezin met dertien kinderen stamde, zag hij om zich heen dat de meerderheid van de echtparen veel minder dan acht kinderen had. Godwin besloot zijn weerlegging met de volgende uitdaging: "In werkelijkheid, als ik niet de pen had opgenomen met het uitdrukkelijke doel de fouten uit Malthus' boek te weerleggen, en ernaar te streven andere, vrolijkere, meer in overeenstemming met de belangen van de mensheid zijnde beginselen te introduceren en beter voorbereid om de totstandkoming van ondeugd en ellende te weerstaan, zou ik mijn betoog hier afsluiten met deze korte opmerking, dat, wanneer deze auteur uit elk land, de Verenigde Staten van Noord-Amerika niet uitgezonderd, een register van huwelijken en geboorten krijgt, waarvan wordt vermeld dat er gemiddeld acht geboorten uit een huwelijk zijn, dan, en niet eerder dan op dat moment, heb ik geen enkele reden om in zijn doctrine van de meetkundige verhouding te geloven."

## Belangrijkste werken
- Enquiry concerning Political Justice, and its Influence on General Virtue and Happiness (1793)

(Onderzoek naar de politieke rechtvaardigheid en haar invloed op de Deugd en het geluk in het algemeen)
- Things as They Are or The Adventures of Caleb Williams (1794)

(De Dingen zoals ze zijn of De avonturen van Caleb Williams)
- The Enquirer (1797)

(De Onderzoeker)
- Memoirs of the Author of A Vindication of the Rights of Woman (1798)

(De memoires van de Auteur van Een rechtvaardiging van de Rechten van Vrouw)
- St. Leon (roman) (1799)
- Fleetwood (roman) (1805)
- Mandeville (roman) (1817)
- History of the Commonwealth (1824-28)

(De geschiedenis van het gemenebest)

## Voetnoten
1. 1 2 3  Medema, Steven G., en Warren J. Samuels. 2003. De geschiedenis van het economisch denken: A Reader. New York: Routledge.

- Bibsys: 90217934
- Biblioteca Nacional de Chile: 000216752
- Biblioteca Nacional de España: XX950017
- Bibliothèque nationale de France: cb11905263h (data)
- Catàleg d'autoritats de noms i títols de Catalunya: 981058520697806706
- CiNii: DA00478855
- Gemeinsame Normdatei: 118540033
- International Standard Name Identifier: 0000 0001 0911 7828
- Library of Congress Control Number: n80024468
- Nationale Bibliotheek van Letland: 000086644
- Bibliotheek van het Japanse parlement: 00441105
- Nationale Bibliotheek van Tsjechië: jn20000601934
- Nationale bibliotheek van Australië: 35129677
- Nationale Bibliotheek van Israël: 987007261862205171
- Nationale Bibliotheek van Polen: a0000001182574
- Nationale en Universitaire bibliotheek Zagreb: 000171768
- Nederlandse Thesaurus van Auteursnamen: 068945507
- Istituto Centrale per il Catalogo Unico: CFIV107109
- LIBRIS: 188353
- SNAC: w6kn0460
- Système universitaire de documentation: 026895447
- Trove: 835362
- Virtual International Authority File: 68929729
- WorldCat: E39PBJqFPHmcFbP6fMHTxjKcfq